# Mont Burdet
Pour les articles homonymes, voir Burdet.
Le mont Burdet est une montagne du massif du Jura culminant à 1 043 m d'altitude, située dans le Nord du département de l'Ain, en Auvergne-Rhône-Alpes.

## Géographie

### Situation
Le mont Burdet est situé en limite du territoire des communes de Charix et d'Apremont.

### Géologie
Le mont Burdet est un crêt situé à la bordure est de la combe axiale de l'anticlinal des monts d'Ain – Apremont, dont la bordure orientale est caractérisée par un chevauchement vers l'est qui représente la limite entre le Jura interne (à l'est) et le Jura externe (à l'ouest), auquel le mont Burdet appartient. La partie supérieure du mont Burdet est constituée de calcaires graveleux, à oncolithes et à débris datant du Kimméridgien inférieur. La base du flanc oriental est constituée de calcaires du Kimméridgien supérieur et du Tithonien qui sont localement recouverts par des éléments morainiques würmiens ; l'accident tectonique délimitant le Jura interne et le Jura externe affleure sur ce flanc. Le flanc occidental est constitué de calcaires pseudolithographiques de l'Oxfordien et d'éboulis récents qui recouvrent une faille qui mettent en contact les calcaires oxfordiens à l'est avec la dalle nacrée du Callovien de la combe axiale.